# Бойно поле (2014)
Бойно поле (2014) е предстоящ професионален кеч турнир със заплащане-на-изглед (PPV) турнира, произведен от WWE.
Той се провежда на 20 юли 2014 г. в Tampa Bay Times Forum в Тампа. Това е вторият турнир под името „Бойно поле“

## Мачове
| №                                                                                     | Резултати                                                                                     | Правила                                                               | Време |
| ------------------------------------------------------------------------------------- | --------------------------------------------------------------------------------------------- | --------------------------------------------------------------------- | ----- |
| 1П                                                                                    | Адам Роуз (с Лейла и Съмър Рей) победи Фанданго                                               | Индивидуален мач                                                      | 1:20  |
| 2П                                                                                    | Камерън победи Наоми                                                                          | Индивидуален мач                                                      | 3:21  |
| 3                                                                                     | Братя Усо (Джими Усо и Джей Усо) (ш) победиха Семейство Уайът (Ерик Роуън и Люк Харпър) с 2–1 | Отборен мач 2-от-3-туша за Отборните титли на WWE                     | 19:22 |
| 4                                                                                     | Ей Джей Лий (ш) победи Пейдж                                                                  | Индивидуален мач за Титлата на дивите на WWE                          | 7:14  |
| 5                                                                                     | Русев (с Лана) победи Джак Фукльото (с Зеб Колтър) чрез отброяване                            | Индивидуален мач                                                      | 9:57  |
| 6                                                                                     | Сет Ролинс победи Дийн Амброус чрез служебна победа                                           | Индивидуален мач                                                      |       |
| 7                                                                                     | Крис Джерико победи Брей Уайът                                                                | Индивидуален мач                                                      | 15:01 |
| 8                                                                                     | Миз победи, елиминирайки последен Долф Зиглър                                                 | Кралска битка с 19 души за свободната Интерконтинентална титла на WWE | 14:11 |
| 9                                                                                     | Джон Сина (ш) победи Кейн, Ренди Ортън и Роуман Рейнс                                         | Мач Фатална четврока за Световна титла в тежка категория на WWE       | 18:15 |
| - (ш) – указва шампиона/шампионите в мача - П – показва, че мача се случи преди шоуто |                                                                                               |                                                                       |       |

Елиминациите подред: Хавиер Удс, Зак Райдър, Великият Кали, Син Кара, Ар Труф, Къртис Аксел, Деймиън Сандау, Диего, Райбек, Тайтъс О'Ниъл, Алберто Дел Рио, Големият И Лангстън, Кофи Кингстън, Сезаро, Хийт Слейтър, Бо Далас, Шеймъс и Долф Зиглър.